# 40mP
40mP(1986년 2월 24일 ~ )는 일본의 작곡가이자 프로듀서이다.